# Puchuncaví
Puchuncaví este un târg și comună din provincia Valparaíso, regiunea Valparaíso, Chile, cu o populație de 15.179 locuitori (2012) și o suprafață de 299,9 km2.